# Taishan (Guangdong)
Pour les articles homonymes, voir Taishan.
Taishan (chinois simplifié : 台山市 ; pinyin : Táishān shì) est une ville-district côtière de la province chinoise du Guangdong, placée sous la juridiction de la ville-préfecture de Jiangmen. On y parle le taishanais, dialecte du groupe de Siyi du cantonais. La capitale et ville principale est Taicheng (台 城).
Son ancien nom était Xinning, mais pour éviter la confusion avec d'autres villes, comme celle de Xinning dans le Hunan, elle fut rebaptisée en 1914. Cependant son nom est désormais confondu avec celui du Tai Shan (泰山 tàishān), montagne de la province du Shandong.
On estime que 75 % des Chinois expatriés jusqu'au milieu du XXe siècle affirment provenir de Taishan, et l'on nomme aussi cette cité : « Patrie des Chinois d’outre-mer ». Ainsi le dialecte de Taishan fut le dialecte principal dans les chinatowns d'Amérique du Nord jusque dans les années 1970.

## Histoire
Le 12 février, 1499, dans la 12e année du règne de l'empereur Hongzhi, pendant la dynastie Ming, la ville a été fondée comme comté de Xinning (新宁县) sur des terres du sud-ouest du comté de Xinhui. Xinning a également été romanisée en Sunning, Sinning, Hsinning, Hsînnîng, et Llin-nen.
De 1854 à 1867, une guerre génocidaire s'est déroulée principalement dans le comté de Taishan, entre les Punti et les Hakka.
En 1914, Xinning a été rebaptisée Taishan pour éviter toute confusion avec Xinning du Hunan et du Sichuan, au risque d'être confondu en anglais ou en français avec Taishan (mont Tai) du Shandong.
Le 3 mars 1941, les Japonais envahissent la ville de TaiCheng, capitale de Tai Shan, et tuent près de 280 personnes.
Le 17 avril 1992, Taishan est passée du statut de comté (县) à ville-comté (县级市).
En 2010, certaines scènes du film Let the Bullets Fly ont été tournées à Taishan, notamment dans le village de Zili dont les diaolou (tours-habitation fortifiées) ont été préservées et restaurées.

### Chinois d'Outre-Mer
Après la guerre de l'Opium, de nombreux habitants ont émigré en Amérique du Nord, au moment de la ruée vers l'or. Beaucoup de Taishanais sont arrivés en Californie comme travailleurs sous contrat. Plus tard, la construction du chemin de fer transcontinental aux États-Unis et au Canada a suscité une autre vague d'exils. En 1870, il y avait 63 000 Chinois aux États-Unis, presque tous en Californie. En raison de la discrimination et des obstacles linguistiques, la première Chinatown s'est constituée pour permettre aux Taishanais (ou Chinois) de vivre et de s'entraider.

## Démographie
La population du district était de 1 006 990 habitants en 1999.
Aujourd'hui, il y a plus de 2,3 millions de Taishanais dans le monde, dans 91 pays. Près de 1,3 million de personnes vivant à l'étranger peuvent revendiquer leur ascendance à Taishan, en plus grand nombre que le million qui vit aujourd'hui à Taishan.
Si l'on considère l'ensemble de la région du Grand Taishan, ou région de Sze Yap, qui comprend Kaiping, Xinhui, Enping et Taishan, il y aurait environ 8 à 9 millions de personnes d'origine taishanaise à travers le monde. Selon l'historien américain Mark Lui Lai, environ 430 000, soit 70 % des Américains d'origine chinoise, dans les années 1980, seraient d'origine taishanaise, selon les données de 1988. Actuellement, environ 500 000 Chinois Américains se prétendent d'origine taishanaise.
Un bureau de la section locale du Bureau de Taishan des Chinois de l'Outre-Mer peut aider à organiser des visites au pays d'origine.

## Administration

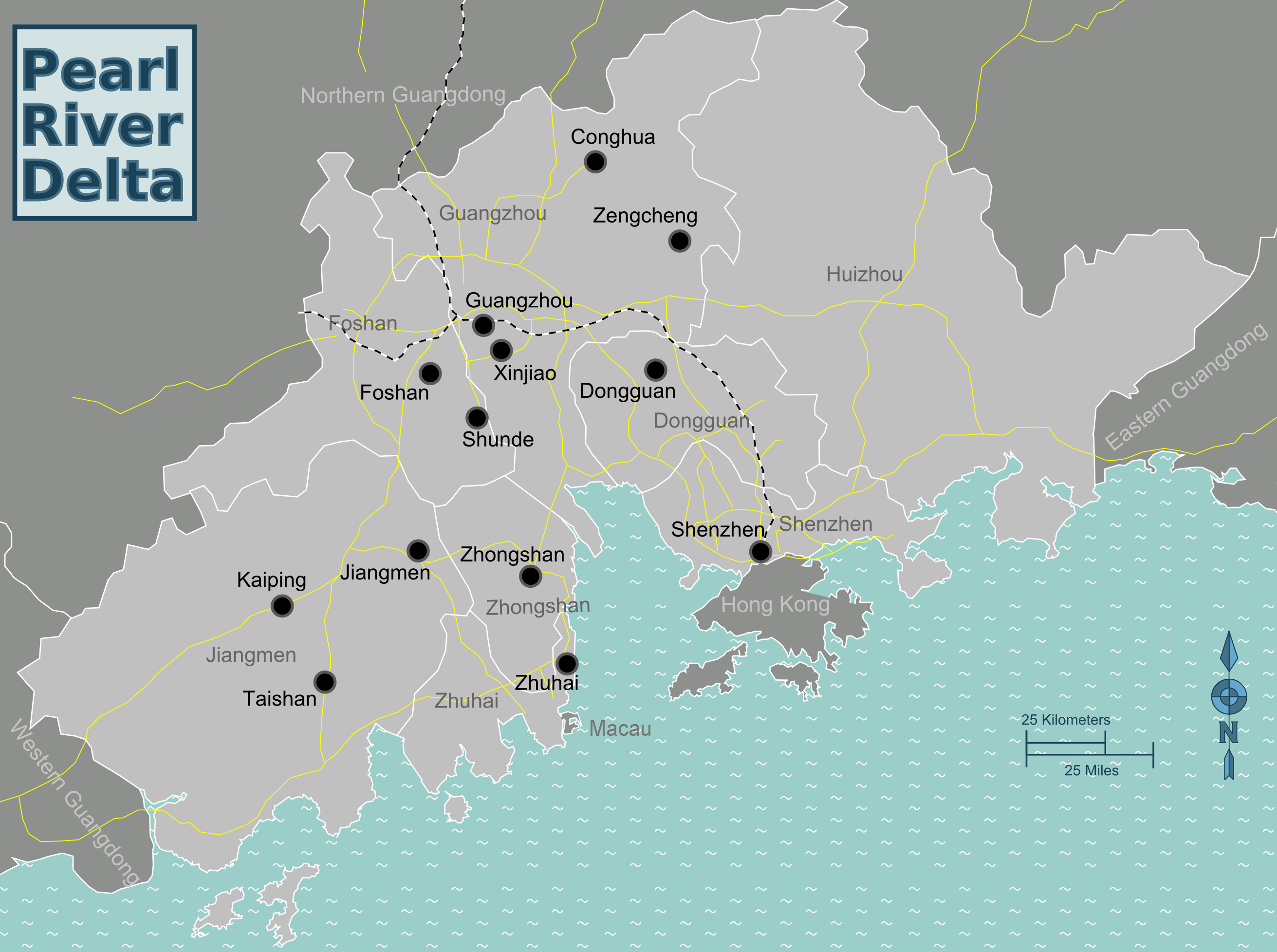
Taishan dans la région du Delta de la rivière des perles

Taishan est sous la juridiction de Jiangmen. Dans une juridiction de 3 286 km², Taishan contient 16 cantons (镇, zhèn), subdivisés en 313 comités de village résidentiel (村 居委会, cūn jūwěihuì) et 3.655 villages naturels (自然村, zìráncūn).
Les cantons (镇, zhèn) sont les suivants :
- Taicheng (台 城镇): la capitale de Taishan[4],
- Baisha (白沙 镇),
- Beidou (北 陡 镇), séparé des autres cantons par Zhenhai Bay (镇 海湾),
- Chixi (赤 溪镇),
- Dajiang (大 江镇),
- Doushan (斗 山镇),
- Duhu (都 斛 镇),
- Guanghai (广 海 镇),
- Haiyan (海宴 镇), qui abrite une batterie de Chinois de l'étranger (华侨 农场),
- Duanfen (端 芬 镇),
- Sanhe (三合 镇),
- Chuandao (川岛 镇), dont les îles Shangchuan et Xiachuan, « zone expérimentale de tourisme ouvert intégré » (旅游 开发 综合 试验 区, lǚyóu kāifā zònghé shìyàn qū),
- Shenjing (深井 镇),
- Shuibu (水 步 镇),
- Sijiu (四九 镇),
- Wencun (汶 村镇),
- Chonglou (冲 蒌 镇),

Les « villages naturels » (自然村, zìráncūn) comprennent :
- Un Chao Jiang Nan (安南 江潮),
- Bi Hou (庇 厚),
- Pao Mien Tang,
- Jilong,
- Gguanbuli (官 步 里).

## Économie
Le PIB par habitant est en 2002 d'environ 12 400 RMB en 2002, dans la moyenne provinciale de la province de Guangdong.
Les ressources minérales importantes sont l'or, l'étain, le tungstène, l'antimoine, le charbon, le soufre, le granit, le béryl, le quartz et quelques roches silicatées.
La forêt fournit du pin Masson, du Melia azedarach, du camphrier, du kapokier, et de nombreux végétaux indispensables aux entreprises traditionnelles de la médecine chinoise. On y rencontre des animaux sauvages comme les cerfs aboyeurs, les porcs-épics et les dindes.
L'agriculture fournit principalement du riz, mais aussi de l'arachide, de la canne à sucre, des fruits et des légumes. Sur la côte, la pêche a une certaine importance, en particulier autour du grand village de Guanghai.
Les principaux produits industriels sont les machines, les produits électriques, les textiles, les produits alimentaires, les produits chimiques et les céramiques.
Il y a également une importante production d'énergie électrique.
Les îles Chuanshan (川 山 群岛) développent le tourisme, avec des plages de sable naturel, des hôtels, et des lieux de divertissement.

## Production d’électricité
Depuis 2019 le district de Taishan dispose d’une capacité de production d’électricité de plus de 8 200 MW répartis sur deux sites de production :
- La centrale de Guohua Taishan est une centrale thermique à flamme alimentée au charbon. Avec une capacité installée de 5 000 MW c'est une des plus importantes centrales au charbon au monde[5].

- La centrale nucléaire de Taishan, dispose de deux réacteurs de type EPR (d’une puissance de 1 660 MWe net) en service depuis septembre 2019[6]. Six unités de production de type CPR1000 devaient initialement être construites sur ce site. À la suite de la signature du contrat EPR, elles ont été délocalisées sur le site de Yangjiang[7],[8].

## Transports

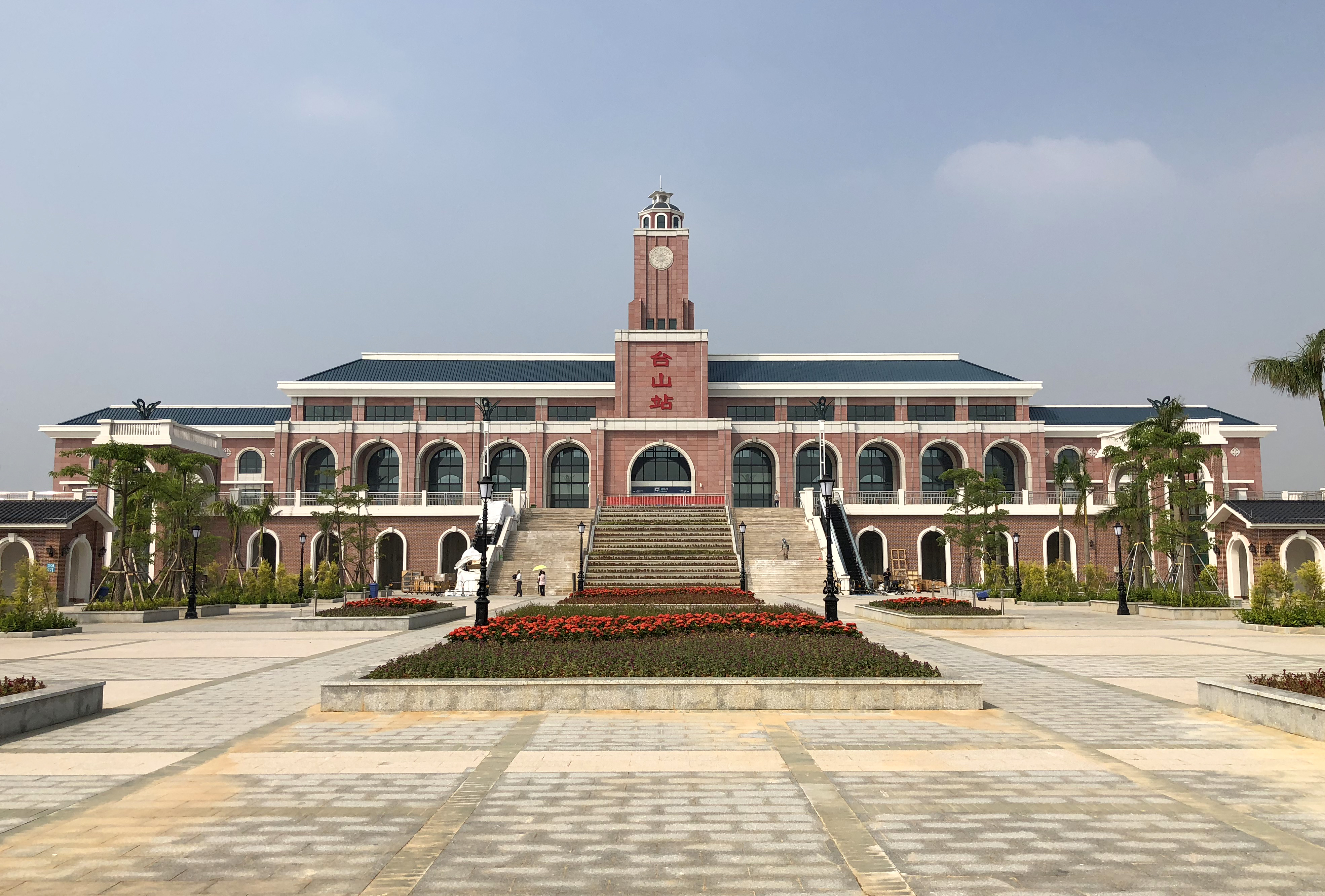
Gare de Taishan

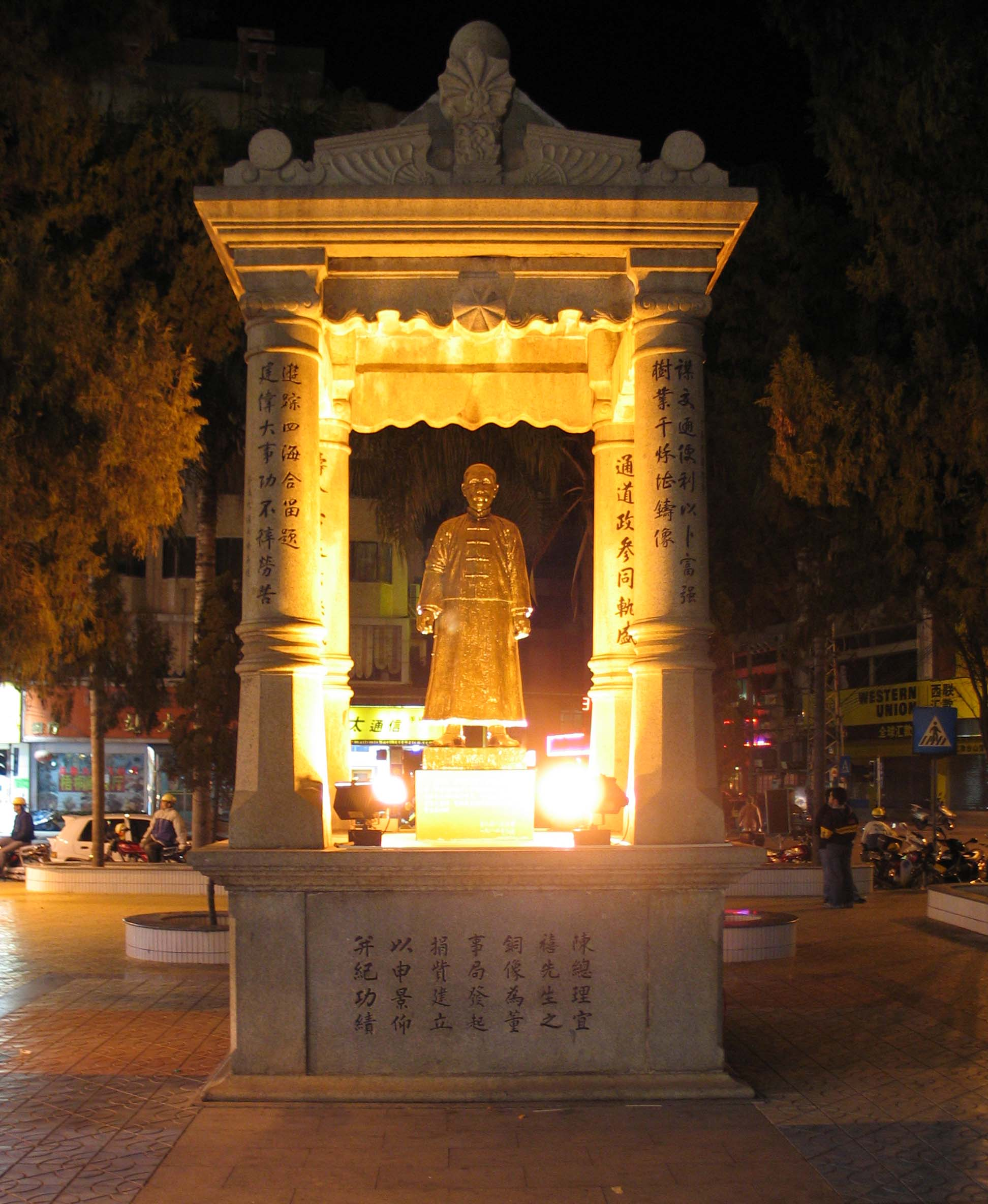
Statue de Chen Yixi le constructeur de l’ancienne ligne de chemin de fer

Un chemin de fer (en), construit par Chen Yixi (en) en 1906, reliait les différentes parties de Taishan avec Jiangmen, alors Kong Moon. C'était une des trois seules lignes construites, détenues et gérées par des Chinois dans la période d'avant la révolution communiste de 1949. Cette ligne a été démantelée en décembre 1938 pour éviter son utilisation par les forces japonaises lors de la guerre sino-japonaise.
Le 1er juillet 2018, une nouvelle ligne de chemin de fer (Jiangzhan Railway) reliant Taicheng (la capitale de Taishan) à Guangzhou, Jiangmen, Zhuhai et Zhanjiang est ouverte. La nouvelle gare principale de Taishan est située à cinq kilomètres au nord de Taicheng, dans la nouvelle zone industrielle,.

## Langue
Le taishanais est de facto la langue parlée. C'est un dialecte du chinois Yue, un groupe plus large que le cantonais parlé à Hong Kong et Guangzhou. Avant les années 1980, le taishanais était la langue parlée prédominante chinoise dans les quartiers chinois d'Amérique du Nord.
Le cantonais (chinois simplifié : 粤语 ; chinois traditionnel : 粵語 ; pinyin : yuè yǔ) est également largement connu dans Taishan, et sert de lingua franca de toute la province du Guangdong. Le mandarin est la langue officielle enseignée à l'école et utilisée pour les occasions formelles.

## Éducation
L'éducation dans la ville de Taishan bénéficie d'un soutien important de l'étranger, Chinois d'origine, professionnels et hommes d'affaires, des RAS de Hong Kong et Macao, et de divers pays étrangers, tels que les États-Unis, le Canada et le Brésil. De nombreuses écoles secondaires ont ainsi été construites et financées. Pour honorer leurs bienfaiteurs, ces écoles portent souvent leurs noms ou celui de leurs parents. Ainsi, la Taishan City Peng Quan School (鹏 权 中学), construite en 1999-2001, désormais intégrée dans le système scolaire public de la ville, située dans la partie ouest de la ville, et financé par un homme d'affaires de Hong Kong.
Parmi les établissements d'éducation de Taishan :
- Universités :
  - Université de Télévision de l'époque Deng Xiaoping (磐石 电视大学),
- Enseignement secondaire, et collèges :
  - Taishan no 1 High School (台山 第一 中学),
  - Taishan Overseas Chinese Middle School (台山 市 华侨 中学),
  - Peiying Middle School (台山 培 英 职业 高级中学),
  - Taishan Teaching School (台山 师范学校),
  - Taishan City Peng Quan School (台山 市 鹏 权 中学),
  - Taishan Shi Geng Tan Li Xue Zhong Kai Jinian (台山 市 李 谭 更 开 纪).

## Personnalités d'origine taishanaise
- Personnages historiques :
  - Alexander Yee, détenteur du record mondial de calcul de Pi,
  - Evan bas, plus jeune maire américain d'origine asiatique aux États-Unis,
  - Anna May Wong, première star chinoise du cinéma américain,
  - Chen Yunchang, actrice très célèbre de Shanghai, a joué dans quelques films populaires, dont Mulan rejoint l'armée, 3e titulaire du Chinese Film Queen", (la première est Hu Die, également issue de Sze Yap),
  - Gary Locke, premier Américain d'origine chinoise en tant que secrétaire au Commerce des États-Unis, et ancien gouverneur de Washington,
  - Adrienne Clarkson, premier Chinois au Canada en tant que gouverneur général du Canada,
  - James Wong Howe, maître cinéaste de Hollywood,
  - Raymond Chow Kwok (alias crevette Boy), gangster de San Francisco Chinatown, chef dragon des francs-maçons chinois du chapitre de San Francisco,
  - Wong Kim Ark, défenseur dans United States v. Wong Kim Ark, arrêt de la Cour suprême des États-Unis à propos de la citoyenneté américaine,
- Acteurs / actrices, chanteurs / chanteuses :
  - Tony Leung, acteur de Hong Kong,
  - Shawn Yue, acteur et chanteur de Hong Kong,
  - Donnie Yen, hongkongais, artiste et acteur en arts martiaux, réalisateur, chorégraphe de combat, et producteur,
  - Wong Ka Keung, membre du groupe Beyond,
  - Wong Ka Kui, chanteur du groupe Beyond,
  - Wong Koon Chung, membre du groupe Beyond,
  - Yip Sai Wing, membre du groupe Beyond,
  - Myolie Wu, actrice et chanteuse, de Hong Kong,
  - Danny Chan, chanteur, de Hong Kong,
  - James Hong, acteur célèbre aux États-Unis, pour ses rôles dans Big Trouble in Little China, Balls of Fury Big, etc.,
  - Andrea Louie, érudite, actrice, mannequin, chanteuse et styliste de mode,
  - Flora Chan, actrice et chanteuse, de Hong Kong,
- Politiciens :
  - John Tsang, secrétaire aux Finances de Hong Kong,
  - Leland Yee, sénateur de l'État de la Californie, en 2004 premier Américain asiatique nommé Président pro tempore,
  - Margaret Chin, politicienne de New York City, démocrate, première Américaine asiatique élue au Conseil de New York City le 3 novembre 2009, pour représenter le district 1 dans le Lower Manhattan,
  - Lee Lann, United States Assistant Attorney General for Civil Rights, dans l'administration Clinton,
  - Julius Chan, ancien premier ministre de Papouasie-Nouvelle-Guinée, issu du village Nan Jiang Chao (Doushan),
  - Hiram Fong (aka Hiram Kwong), ancien sénateur américain de Hawaii,
  - Matt Fong (alias Matt Kwong), ancien trésorier de l'État de Californie,
  - Patrick Yu, avocat de Hong Kong, procureur de la Couronne, et fondateur de sa première école de droit,
- Éducation :
  - Li Enliang, ingénieur civil chinois, et éducateur,
  - Chin Siu Dek (alias Jimmy H. Woo), artiste en arts martiaux de Sanba, grand maître de Kung Fu Soo San,
  - Alan Chin, artiste contemporain de San Francisco Bay Area,
  - William Lee Poi, auteur de San Francisco, La Huitième Promesse,
  - Ken Hom, chef américain, auteur et présentateur de télévision britannique, en 2009 OBE d'honneur décerné par la reine Elizabeth II pour les services rendus aux arts culinaires,
- Entreprises :
  - Eric Kwong, investisseur,
  - Norman Kwong, Lieutenant-gouverneur de l'Alberta, et joueur de football professionnel, président et directeur des Stampeders de Calgary,
  - Justin Lee, spécialiste cardiovasculaire de Seattle, Washington,
  - Jack Yan, éditeur de magazines en Nouvelle-Zélande,
  - James Wu Tak, originaire de Sijiu (四九), fondateur de Maxim's Catering Limited, célèbre chaîne hongkongaise de produits d'alimentation et de boissons, et de restaurants,
  - Annie Wu Suk-ching, fille de James Tak Wu, fondatrice de Beijing Air Catering Ltd, membre du Standing Committee of the National Committee of Chinese People's Political Consultative,
  - Luis Chi, homme d'affaires à Miami, et représentant pour le maire de Miami, Tomas Regalado, pour le commerce international.

### Référence de traduction
- (en) Cet article est partiellement ou en totalité issu de l’article de Wikipédia en anglais intitulé « Taishan » (voir la liste des auteurs).